# Franz Gruber (Sänger, 1882)

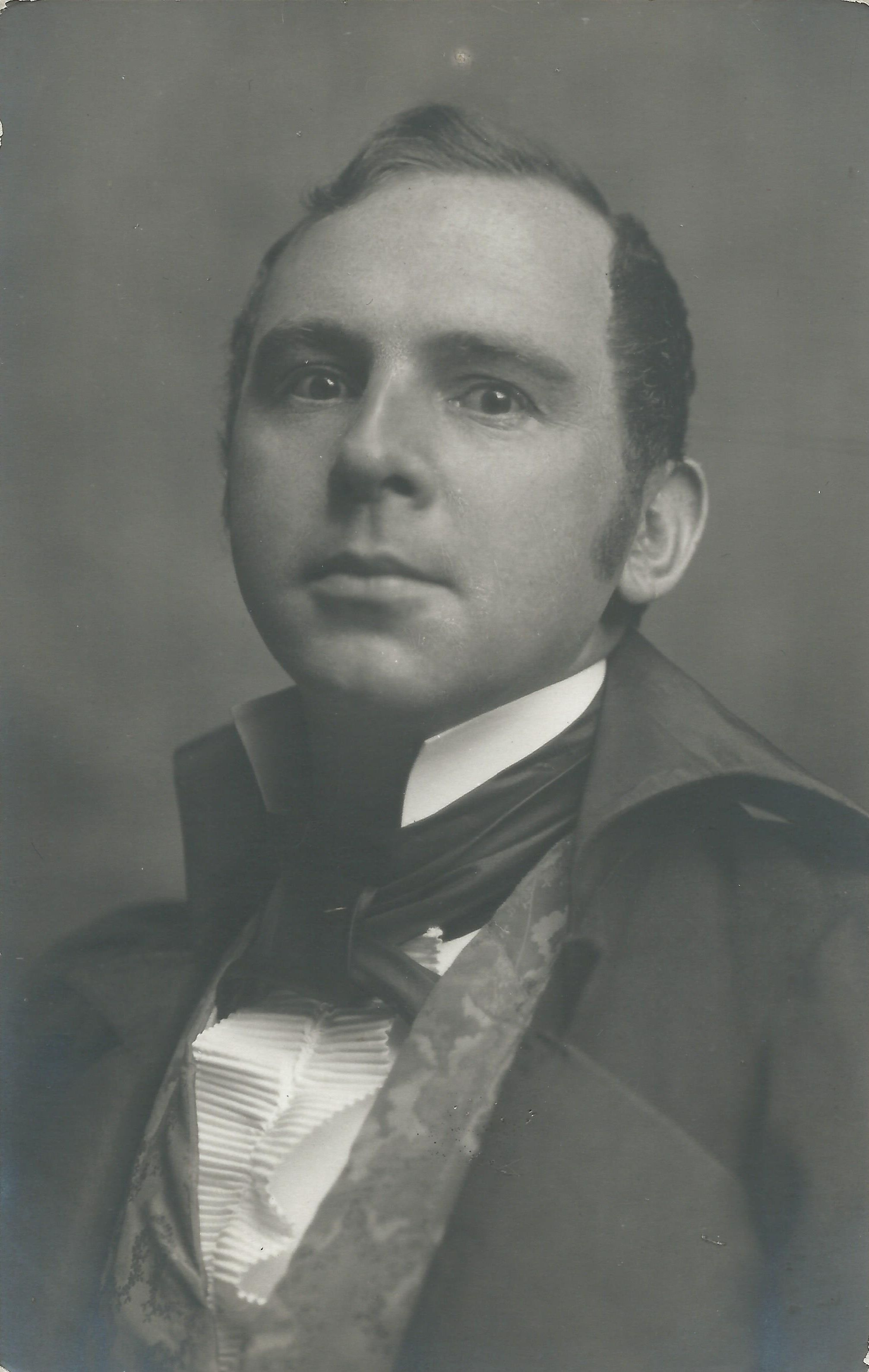
Franz Gruber

Franz Gruber (* 18. März 1882 in München; † 14. Juli 1932 Pasing) war ein deutscher Opern- und Operettensänger (Tenor).

## Leben
Gruber erhielt in seiner Geburtsstadt München eine Ausbildung als Schauspieler, ehe er im Jahre 1900 am Münchner Volkstheater debütierte. Es folgte ein Gesangsstudium, das er teilweise bei seinem Vater absolvierte und in den Jahren 1901 bis 1902 ein Engagement am Thalia-Theater in Saarbrücken.
Am Stadttheater Regensburg debütierte er 1902 als Sänger und wurde 1903 an das Theater am Gärtnerplatz in München verpflichtet, wo er in erster Linie als Operettensänger erfolgreich war. Gleichzeitig arbeitete er weiter an der Ausbildung seiner Stimme und wurde 1915 an der Bayerischen Hofoper München engagiert, wo er als Manrico in Verdis Il trovatore debütierte.
Am 28. März 1916 sang er an der Bayerischen Hofoper München in der Uraufführung der Oper Violanta von Erich Wolfgang Korngold die Partie des Alfonso und in der gleichzeitigen Uraufführung von Korngolds Der Ring des Polykrates die Partie des Florian. An diesem Theater sang Gruber auch den Hoffmann in Hoffmanns Erzählungen, den Don José in Bizets Carmen und die Partie des Pedro in Tiefland von Eugen d’Albert und wirkte am 5. Juni 1918 bei der Uraufführung von Theophano von Paul Graener mit.
Gruber wechselte 1921 an das Landestheater Dessau, wo er als Heldentenor in Partien wie Lohengrin, Siegmund, Siegfried oder Kaiser in Die Frau ohne Schatten von Richard Strauss zu hören war.
Von 1924 bis 1926 war er am Städtischen Opernhaus Hannover tätig, trat zwischen 1927 und 1929 mehrfach als Gast an der Wiener Staatsoper auf und absolvierte 1932 eine Tournee durch Holland, nachdem ihn Gastspiele an verschiedene Bühnen in Deutschland geführt hatten.
Franz Gruber beendete seine langjährige Bühnentätigkeit am Stadttheater von Nürnberg, dem er von 1926 bis 1932 angehörte. 1932 brach er dort am Tag nach einer Bajazzo-Aufführung zusammen und starb bald darauf in Pasing nahe München.

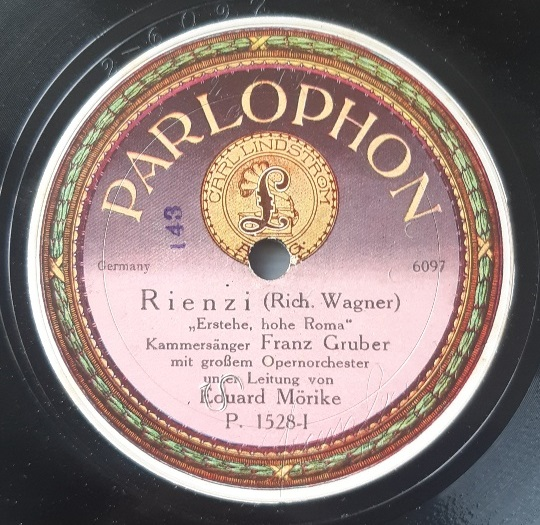
Schallplatte von Franz Gruber (Berlin 1922)

Er hinterließ Schallplatten der Marken Favorite Record (27 Seiten, München 1906–1909) sowie je eine veröffentlichte Platte für Parlophon (Berlin 1922) und Homocord (Berlin 1923).

## Repertoire (Auswahl)

### Oper
- Konrad in „Hans Heiling“ von Heinrich Marschner
- Ritter Hugo von Ringstetten in „Undine“ von Albert Lortzing
- Gomez in „Das Nachtlager von Granada“ von Conradin Kreutzer
- Froh und Loge in „Das Rheingold“ von Richard Wagner
- Aegisth in „Elektra“ von Richard Strauss

### Operette
- Paris in „Die schöne Helena“ von Jacques Offenbach
- Sándor Barinkay in „Der Zigeunerbaron“ von Johann Strauss
- Symon Rymanowicz in „Der Bettelstudent“ von Carl Millöcker
- Camille de Rosillon in „Die lustige Witwe“ von Franz Lehár
- Armand Brissard in „Der Graf von Luxemburg“ von Franz Lehár